# Улянды (озеро)
Улянды (баш.  Үләнде) — озеро в Абзелиловском районе Башкортостана.
Находится в 3 км к востоку от деревни Северный и в 30 км к юго-западу от окраин Магнитогорска. Восточный берег озера является памятником природы (с 1997) (водно-болотный комплекс с большим биологическим разнообразием и экологической значимостью).

## Характеристика
Площадь зеркала — 1,9 км², длина — 2 км, средняя ширина — 1,9 км.
Озеро бессточное, питается атмосферными осадками и грунтовыми водами. Вода солоноватая, гидрокарбонатно-натриевая.
Озеро имеет тектоническое происхождение, образовано в породах позднего девона (андезит-базальтовые порфириты, базальты, туффиты, песчаники и глинистые сланцы).
Дно плоское, песчано-илистое, берега пологие, заболоченные.
Озеро эвтрофное, полузаморное. В озере водится рыба (карась, линь и пелядь), обитают гуси, утки, кулики, чернеть хохлатая, чирок, трескунок и др.
Ландшафт — степь, заброшенные пастбища.

## Топонимика
Название произошло от башкирского слова «Үләнде» — травянистый, зарастающий травой.